# 워 독
《워 독》(영어: War Dogs)은 2016년에 개봉한 미국의 전기 블랙 코미디 영화로, 가이 로슨이 롤링 스톤의 기사를 원작으로 하며, 토드 필립스가 감독이자 각본, 제이슨 스밀로비치는 공동 각본을 맡았다. 로슨은 그 기사에 대한 자세한 내용을 《Arms and the Dudes》라는 제목의 책으로 출판했다. 영화는 아프가니스탄 육군을 위한 미육군과의 군수품 공급 계약으로 3억 달러를 벌어들인 두 무기상인 에프레임 디베롤리와 데이비드 팩커즈에 관한 내용을 담고 있다. 영화는 실제와는 많이 허구적이고 드라마틱해졌으며, 이라크를 운전한것과 같은 일부 사건들은 만들어지거나 각본가 스티븐 친의 개인적인 경험 같은 다른 사건들을 바탕으로 한 것이다.
조나 힐, 마일스 텔러, 아나 데 아르마스, 브래들리 쿠퍼가 출연했으며, 쿠퍼는 공동 제작자이기도 하다. 촬영은 2015년 3월 2일 루마니아에서 시작됐다. 2016년 8월 3일 뉴욕에서 첫 상영이 되었고 2016년 8월 19일 워너브라더스를 통해 극장에서 상영되었다. 비평가들로부터 상반된 평가를 받았고 8600만 달러의 수익을 거뒀다. 힐은 그의 연기로 골든 글로브상 뮤지컬 코미디 영화 부문 남우주연상 후보에 지명되었다.

## 시놉시스
아프가니스탄에서 미군을 위한 무기를 지원하는 계약을 맺는 무기상이야기를 다룬 영화이다.

## 출연
- 조나 힐 - 에프레임 디베롤리[14]
- 마일스 텔러 - 데이비드 팩커즈[15]
- 아나 데 아르마스 - 이즈[16]
- 브렌다 쿠 - 바네사
- 제프 피에르 - 군인
- 브래들리 쿠퍼 - 헨리 지라드[17]
- 댄 빌저리언 - 댄
- 케빈 폴랙 - 랠프 슬러츠키
- 패트릭 세인트 에스프릿 - 필립 산토스 대령
- 숀 토브 - 말보로
- J. B. 블랑크 - 바슈킴[18]
- 가브리엘 스파히우 - 엔베르
- 배리 리빙스턴 - 미육군 관료
- 에디 제미선 - 양로원 매니저
- 데이비드 팩커즈 - 양로원의 가수

## 제작
초기에는 제시 아이젠버그와 샤이아 라보프가 영화 출연하기로 내정됐었다; 그러나 조나 힐과 마일즈 텔러가 캐스팅되었다. 이후 캐스팅은 2015년 초에 아나 데 아르마스가 2월, J. B. 블랑크가 3월에 합류에 합류한다는 것이 알려졌다. 각본가 스티븐 친은 그가 이라크에서 겪은 많은 사건을 영화에 배경으로 했다.